# Herb Gąbina
Herb Gąbina – jeden z symboli miasta Gąbin i gminy Gąbin w postaci herbu. Wizerunek herbowy znany jest od XVI wieku.

## Wygląd i symbolika
Herb przedstawia na błękitnej tarczy białą basztę z otwartą bramą z opuszczoną do połowy broną barwy czarnej. W górnej jej części znajduje się jedno okno strzelnicze. Baszta nakryta jest czerwonym ostrosłupowym daszkiem. 